# Championnat de France de baseball Élite 2004
Navigation
2003 2005
L'édition 2004 du championnat de France de baseball Élite a réuni les huit meilleures clubs français.

## Clubs
- Barracudas de Montpellier
- Lions de Savigny-sur-Orge
- Tigers de Toulouse
- Huskies de Rouen
- Paris Université Club
- Panthères de Pessac
- Templiers de Sénart
- Hawks de La Guerche de Bretagne

## Demi-finales
- Montpellier-Rouen: 4/3 et 5/3
- Toulouse-Savigny-sur-Orge: 6/5, 2/9 et 5/9

## Finale
Savigny-sur-Orge-Montpellier: 2/5, 1/3, [Victoire de Savigny-sur-Orge lors du 3e match, score non déterminé], 2/1, et 9/2
Savigny-sur-Orge est champion de France.

## Promotion/relégation
Pessac rétrogradé en Nationale 1. Bois-Guillaume prend sa place.